# 校園烏托邦 學美向前衝！
《校園烏托邦 學美向前衝！》，經常簡稱學美向前衝。原作为ufotable，作畫为（ufotable Comic作畫班），角色原案为小笠原篤的漫畫、電視動畫以及電玩系列。为電擊G's雜誌（MediaWorks發行）於2004年8月30日至2005年8月29日連載的讀者參加計劃。2005年12月號開始在月刊Comic電擊大王上連載，連載一開始MediaWorks就宣布本作品將會動畫化、並在2007年1月號宣佈了製作PS2的遊戲版。

## 故事簡介
故事的舞台設定為2035年。30年後的未來，在少子化令人口減少的影響下，加上年輕一輩的價值觀改變，認為唸高中不是投身社會的唯一路徑，寧願在接受義務教育後選擇就業，導致學生數量減少，面臨倒閉危機的學校比比皆是，學習氣氛變得死氣沉沉。這天，在這樣一個失去活力的學校「私立聖櫻學園」出現了一位轉校生，她就是元氣少女──天宮學美。在第一天轉學就自薦担任學生會長的她，將在這所學校掀起怎樣的旋風呢？

## 登場人物

### 聖櫻學園
天宮學美（聲：堀江由衣／港：譚淑嫻／台：王華怡）
小名為「小美（まなび）」，是本作品的主角。8月30日出生，處女座，血型O型，身高152cm。
聖櫻學園第82屆學生會會長。單純、開朗、積極的女生。好奇心很強，無論是什麼事總是喜歡搶在最前頭，引起周圍人的注意。有一個很可靠的哥哥。因為父母工作的關係時常搬家，令她特別珍惜校園生活與同學之間的友情。座右銘是「一直線Go!!（まっすぐGOー!!）」。
稻森光香（聲：野中藍／港：周文瑛／台：林美秀）
小名為「橘子（みかん）」（香港有線電視譯作「蜜柑」）12月24日出生，山羊座，血型A型，身高145cm。
聖櫻學園第82屆學生會書記。跌跌撞撞的冒失娘。因為是獨生女，喜歡受人寵愛和抱抱。很樂意助人。因為喜歡學美，所以常和她在一起。
上原睦月（聲：井上麻里奈／港：陳琴雲／台：楊小黎）
小名為「小睦（むっちー）」，是一個充滿青春活力的體育女健將。1月21日出生，水瓶座，血型B型，身高155cm。
是一家壽司店的長女跟招牌服務員，自己也會做菜，還照顧著3個弟弟。 活躍在學校的體育部。喜歡開人玩笑。爽朗的性格令她備受後輩的愛戴。
上原並非學生會內閣成員（只是擔任助理），但很多時仍會幫學生會的忙。
衛藤芽生（聲：平野綾／港：朱妙蘭／台：王華怡）
小名為「小芽（めぇーちゃん）」。5月9日出生的金牛座，血型A型，身高160cm。
聖櫻學園第82屆學生會會計，電腦高手。看起來很酷，但是個好強的女生。認真勤奮，但是有點死腦筋。很成熟，像姐姐一樣照顧著學美等人。和睦月從小學開始就是死黨了。獨生女。
小鳥桃葉（聲：藤田咲／港：曾月娥）
小名為「小桃（もも）」。3月3日出生的雙魚座，血型AB型，身高157cm。
無論哪裡都能睡覺的、自我主義的女生，實際上是有錢人家──小鳥集團的大小姐。有個很厲害的妹妹──小鳥櫻華（於漫畫中登場）。感覺上憨憨的，喜歡有趣的事物，因為對學美有興趣而時常打擾學生會，久而久之成為學美們的同伴。常常會說一些神秘的話。
小鳥櫻華
桃葉的妹妹。就讀聖櫻學園的小學部。在漫畫版第一本的封底中的四格漫畫出現。
下嶋老師（聲：臼井孝康）
是學美班的級任導師、學生會的顧問。下巴留著沒精神的鬍鬚。大學時代參加過學生運動，以及登山社。戶外運動很強。還是喜歡說一些高深的話。與學生們亦師亦友，時常為學生會出錢出力。學美們稱呼他做「小下下（しもじー）」。
武智
在漫畫版登場。潛入舊圖書館的少女3人組中的領袖。為了保護舊圖書館免被拆除，而扮成幽靈引起了騷亂。
安齋
在漫畫版登場。聖櫻學園的保健室醫生。對愛的形式沒有偏見，認可同性之間的愛情。
櫻富子（聲：佐藤爱、林原惠（高中生時代））
聖櫻學園的園長。是位戴著眼鏡的中年婦女。是聖櫻學園的校友、第52屆學生會長。相當的喜愛聖櫻學園及學生們。
田尾真紀（聲：木村悠）
聖櫻學園戲劇部會長。
武內舞（聲：名塚佳織）
動畫版中的第83屆學生會會長。

### 愛光學園
角澤多佳子（聲：黑河奈美／港：林司聰）
愛光學園的學生會長。有一頭長直髮，看起來相當的高雅。性格相當和善。身高比學美他們高約一個頭。看起來感覺像是大學生。喜歡鬆餅和大吉嶺紅茶。
貴生川鏡子（聲：久川綾）
在動畫版中登場，以非常年輕的年紀擔任愛光學園的理事長的女性。認為學生應盡好本分好好學習充實自己的實力就好，喜歡逗學美生氣。因主導愛光學園與聖櫻學園合併而令聖櫻學園的學園祭中止的事，而被認為是與學美等人對立的角色。正與學美的哥哥──天宮武文交往當中。

### 其他
天宮 武文（聲：立花慎之介）
學美的哥哥，20歲，和學美住在一起。負責做家事。是個御姊控。

## 出版書籍
自2005年11月於角川集團旗下出版社MediaWorks的漫畫雜誌《月刊Comic電擊大王》12月號進行連載。雖然創作班底都是由ufotable的成員組成，但由於當時動畫已在籌備當中，因此漫畫版並非動畫版的原作，而是逆向的將動畫漫畫化。
| 冊數 | MediaWorks     | MediaWorks         | 台灣角川       | 台灣角川               |
| 冊數 | 發售日期       | ISBN               | 發售日期       | ISBN                   |
| ---- | -------------- | ------------------ | -------------- | ---------------------- |
| 1    | 2006年6月15日  | ISBN 4-8402-3478-7 | 2007年12月14日 | ISBN 978-986-174-550-3 |
| 2    | 2006年12月31日 | ISBN 4-8402-3705-0 | 2008年4月17日  | ISBN 978-986-174-661-6 |
| 3    | 2007年7月27日  | ISBN 4-8402-3966-5 | 2008年8月19日  | ISBN 978-986-174-774-3 |
| 4    | 2008年2月27日  | ISBN 4-8402-4227-5 | 2009年3月26日  | ISBN 978-986-237-006-3 |

## 電視動畫

### 工作人員
- 原作：ufotable
- 監督：
- 企劃：大月俊倫、久木利行
- 系列構成、劇本：金月龍之介
- 人物設計：小笠原篤
- 美術監督：小野寺美由紀
- 色彩設計：
- 攝影監督：寺尾優一
- 編集：今井剛（Luna-parc）
- 音響監督：本山哲
- 音響制作：
- 音樂：三澤康広
- 音樂制作：
- 音樂協力：
- 製作：聖櫻学園PTA

### 主題曲
片頭曲
- 「A Happy Life」（第2～11話）
  - 作詞、作曲：岡崎律子
  - 編曲：
  - 主唱：林原惠

片尾曲
- 「Lucky&Happy」（第1、3、5～11話）
  - 作詞、作曲：岡崎律子
  - 編曲：
  - 主唱：林原惠
- 「A Happy Life」（第12話）
  - 作詞、作曲：岡崎律子
  - 編曲：渡邊拓也
  - 主唱：堀江由衣、野中藍、井上麻里奈、平野綾、藤田咲

主題曲由林原惠擔任主唱。此次由和岡崎律子交情深厚的林原惠翻唱岡崎律子的歌曲。片尾曲『Lucky&Happy』為1995年《愛天使傳說》的角色歌曲。原本的歌手是主要配音員3人所組成的團體FURIL（冰上恭子、宮村優子、野上尤加奈）。後來在1997年由作詞作曲的岡崎律子在自己的專輯『Ritzberry Fields』中自我翻唱，這次再度由林原惠所翻唱。
插入曲
- （第11話）
  - 作詞：金月龍之介
  - 作曲、編曲：
  - 主唱：茅原實里
- （第11話）
  - 作詞：逢瀨祭、ufotable
  - 作曲、編曲：
  - 主唱：堀江由衣

### 各話列表
| 話数 | 日文標題 | 中文標題                     | 分镜                  | 演出                                  | 作画監督                   | 作画監督輔佐 作畫監督協力                                         |
| ---- | -------- | ---------------------------- | --------------------- | ------------------------------------- | -------------------------- | ----------------------------------------------------------------- |
| 1    |          | 學美星人出現了               |                       | 平尾隆之                              |                            | -                                                                 |
| 2    |          | 一直向前GO！                 | 平尾隆之              | 平尾隆之                              | 小林利充                   | -                                                                 |
| 3    |          | 星期一就来不及啦             | 平尾隆之              | 三浦貴博                              | 須藤友徳                   | -                                                                 |
| 4    |          | 宣传活动GO！                 | 平尾隆之              | 安形裕篤、平尾隆之 恒松圭（演出輔佐） | 嘉手苅睦                   | 小笠原篤、須藤友徳 三浦貴博                                       |
| 5    |          | 属于两人的夜晚               | 平尾隆之              | 平尾隆之                              |                            | -                                                                 |
| 6    |          | 肉桂糖霜风味的幸福           | 平尾隆之              | 隼人                                  | 番由紀子                   | 内野明雄、神谷智大 秋田学                                         |
| 7    |          | 夏天结束了(bye bye)          | 平尾隆之              | 恒松圭                                | 嘉手苅睦                   | 須藤友徳                                                          |
| 8    |          | 战吧，圣樱学生会！           | 平尾隆之              | 星野真                                | 星幸秀 小林多加志 佐藤哲也 | 小船井充、嘉手苅睦 木村豪、須藤友徳 高橋タクロヲ                  |
| 9    |          | 我们的诗歌                   | 平尾隆之              | 三浦貴博                              | 古川英樹                   | -                                                                 |
| 10   |          | 集结的伙伴们                 | 堀之内元              | 水本葉月                              | 菊池隼也 安田慎介          | 小船井充、嘉手苅睦 須藤友徳、高橋タクロヲ                         |
| 11   |          | 我也能看得见了               | 平尾隆之              | 平尾隆之                              | 嘉手苅睦 須藤友徳          | 安田慎介                                                          |
| 12   |          | 樱花色的未来                 | 平尾隆之              | 高橋タクロヲ                          | 小笠原篤                   | 嘉手苅睦、須藤友徳 三浦貴博、田中織枝 古川英樹、菊池隼也 安田慎介 |
| -    | [ 注 4 ] | 夏天啊！學美啊！強化合宿啊！ | 高橋タクロヲ 平尾隆之 | 水本葉月                              | 小笠原篤                   | -                                                                 |

### 播放電視台
日本深夜動畫：下文記載的日本国内播放時間使用日本標準時間（UTC+9）表示。因為部分時間标识會採用30小时制，因此請留意这类超过24:00的时间，其實際播放時間為翌日清晨。
| 播放地區       | 播放電視台   | 播放日期                | 播放時間             | 聯播網         | 備註   |
| -------------- | ------------ | ----------------------- | -------------------- | -------------- | ------ |
| 關東廣域圈     | 東京電視台   | 2007年1月7日 - 3月25日  | 星期日 25:30 - 26:00 | 東京電視台系列 |        |
| 愛知縣         | 愛知電視台   | 2007年1月8日 - 3月26日  | 星期一 25:43 - 26:13 | 東京電視台系列 |        |
| 福岡縣         | TVQ九州放送  | 2007年1月8日 - 3月26日  | 星期一 26:53 - 27:23 | 東京電視台系列 |        |
| 大阪府         | 大阪電視台   | 2007年1月9日 - 3月27日  | 星期二 27:10 - 27:40 | 東京電視台系列 |        |
| 岡山縣、香川縣 | 瀨戶內電視台 | 2007年1月11日 - 3月29日 | 星期四 26:00 - 26:30 | 東京電視台系列 |        |
| 北海道         | 北海道電視台 | 2007年1月12日 - 3月30日 | 星期五 26:00 - 26:30 | 東京電視台系列 |        |
| 日本全域       | AT-X         | 2007年1月15日 - 4月2日  | 星期一 09:30 - 10:00 | CS放送         | 有重播 |

## 遊戲
本作品的電動遊戲以為標題發行PS2版的冒險遊戲。2007年3月29日發售。代理商為Marvelous Interactive。CERO全年齡。
本作品有分通常版以及限定版，限定版的特典是兩片原創劇情的廣播劇CD以及小笠原篤特別繪製封面的收藏盒。預約特典則是網路廣播的遊戲特別編CD。
内容為：為了讓暑假的「夏日祭典」成功舉辦，學美和學生會的伙伴們將挑戰各種不同的任務！

## CD
在電視動畫上映前，各個角色的角色歌曲已先行販售。
1. 校園烏托邦 學美向前衝！ 角色迷你專輯 天宮學美　2006年9月6日發售　KICA799
2. 校園烏托邦 學美向前衝！ 角色迷你專輯 稻森光香　2006年10月4日發售　KICA800
3. 校園烏托邦 學美向前衝！ 角色迷你專輯 上原睦月　2006年11月8日發售　KICA801
4. 校園烏托邦 學美向前衝！ 角色迷你專輯 衛藤芽生　2006年12月21日發售　KICA802
5. 校園烏托邦 學美向前衝！ 角色迷你專輯 小鳥桃葉　2007年1月1日發售　KICA803

另外並發售了兩張動畫原聲帶。
1. 校園烏托邦 學美向前衝！ 原聲帶 聖櫻學生會 大合唱I    2007年2月21日發售 KICA-831/2
2. 校園烏托邦 學美向前衝！ 原聲帶 聖櫻學生會 大合唱II    2007年5月16日發售 KICA-851/2

## 廣播節目
廣播烏托邦 學美向前衝！學生會臨時廣播
2007年1月15日至4月30日在公式網站上播送的網路電台，全16回。主持人是上原睦月的聲優井上麻里奈以及小鳥桃葉的聲優藤田咲。

## 评价

### 学美线
该作品的电视动画改编在播放期间获得较高的评价和关注，但最终销售量并不理想，所以在爱好者和2ch对销量的讨论会以该作品的销量来评价作品的制作成本和后续发展（如制作续集等），被称为“学美线”，也成为“保本线”。
其销量值有以全卷平均销量2319为准，2ch则以第一卷DVD销量2899为准。由于该作品改编于2007年，受经济通胀影响，一般不作为讨论作品是否保本的评价，而是其后续发展的评价。

## 外部連結
- 學美向前衝 東京電視台的官方網頁 （页面存档备份，存于）
- 學美向前衝 ufotable内的官方網頁
- 學美向前衝遊戲版的官方網頁[永久]
- 廣播烏托邦　學美向前衝！學生會臨時廣播的官方網頁 （页面存档备份，存于）